# In Person, Saturday Night at the Blackhawk, San Francisco, Volume II
In Person, Saturday Night at the Blackhawk, San Francisco, Volume II è un album dal vivo di Miles Davis pubblicato nel 1961 dalla Columbia Records.

## Tracce
Lato A
1. Well You Needn't - (Thelonious Monk) - 4:42
2. Fran-Dance - (Miles Davis) - 6:06
3. So What - (Miles Davis) - 12:44

Lato B
1. Oleo - (Sonny Rollins) - 5:12
2. If I Were a Bell - (Frank Loesser) - 8:40
3. Neo - (Miles Davis) - 12:51

## Formazione
- Miles Davis - tromba
- Hank Mobley - sassofono tenore
- Wynton Kelly - pianoforte
- Paul Chambers - contrabbasso
- Jimmy Cobb - batteria

## Edizioni
- 1961 – LP, Columbia Records CL 1670, versione mono
- 1961 – LP, Columbia Records CS 8470, versione stereo